# George Afedzi Hughes
George Afedzi Hughes (aussi connu comme George O. Hughes ou Kwesi Afedzi), né en 1962 au Ghana, est un artiste contemporain et enseignant ghanéen naturalisé américain. Il est considéré comme « l'un des principaux artistes du Ghana indépendant ».

## Biographie
George Afedzi Hughes naît en 1962 à Sékondi, au Ghana.
Il étudie la peinture à la Faculté d'Art de l'université des sciences et technologies Kwame Nkrumah à Kumasi de 1985 à 1991, où il obtenu un Bachelor of Arts en peinture et dessin et un Master of Arts en éducation artistique.
En 1991, Hughes quitte le Ghana pour l'Angleterre avant de s'installer aux États-Unis en 1994 après qu'une importante exposition solo de ses œuvres créées à Londres a été présentée à Accra, au Ghana, à la galerie The Artists Alliance, la galerie d'Ablade Glover. Il a été dans diverses résidences d'artistes, comme au Haverford College, à l'université Queen's de Belfast et à l'université Humboldt de Berlin.
Professeur d'art à l'université de Toledo de 1997 à 2001, il obtient la même année un Master of Fine Arts en peinture à l'université d'État de Bowling Green, où il enseigne également de 1999 à 2000,.
Il enseigne aussi à l'université de l'Oklahoma de 2001 à 2006 avant de devenir professeur associé et de diriger le département de peinture de l'Université d'État de New York à Buffalo,.

## Œuvre
Dans son œuvre, mêlant peinture, techniques mixtes et performance, Hughes fait un parallèle entre la violence et les turbulences du colonialisme et les conflits mondiaux contemporains, ainsi que la subjectivité de l'information que l'on reçoit de ces conflits,. Dans sa peinture, il cherche à faire prendre conscience de l'inconfort suscité par les atrocités humaines, montrer leur existence au-delà de leur aspect familier ou nouveau ; de l'actualité du conflit ou de sa résolution. Lors de ses performances, il utilise des techniques mixtes, y compris la sculpture, l'art corporel, la musique, le son, les costumes et les rituels afin de « transposer des situations réalistes en dramatisations mémorables »,.

## Expositions
Les œuvres de George Hughes ont été exposées dans plusieurs pays, notamment en Angleterre, en Allemagne, en France, aux Pays-Bas, en Chine et dans son pays le Ghana,.
Il est représenté par la galerie Artco gallery en Allemagne, Influx Contemporary Gallery au Portugal, Artists Alliance Gallery au Ghana et par la Skoto Gallery aux États-Unis.